# Rubén Galassi
Rubén Galassi (General Deheza, provincia de Córdoba, 5 de abril de 1963) es un político socialista argentino. Actualmente, se desempeña como Diputado provincial por el Frente Unidos para cambiar Santa Fe en la Cámara de Diputados de la Provincia de Santa Fe. 
Con anterioridad, ocupó diversos cargos públicos. Fue Ministro de Gobierno y Reforma del Estado durante la gobernación de Antonio Bonfatti (2011-2015), Secretario de Comunicación Social del gabinete del exgobernador Hermes Binner (2007-2011) y Director de Comunicación Social de la ciudad de Rosario durante la intendencia de Hermes Binner (1995-2003). Asimismo, presidió el bloque socialista de la Cámara de Diputados de la provincia de Santa Fe durante la gobernación de Miguel Lifschitz (2015-2019).
Como periodista, sus participaciones más destacadas fueron en medios radiofónicos, como LT8, Radio Dos y LT3, y en medios gráficos como el diario La Capital. También fue director de Radio Continental Rosario y estuvo en producciones para la TV local.

## Biografía

### Primeros años
Nació el 5 de abril de 1963 en General Deheza, una pequeña ciudad del sur de la provincia de Córdoba. En 1982, poco antes de la Guerra de Malvinas, partió rumbo a Rosario para estudiar la Licenciatura en Comunicación Social en la Universidad Nacional de Rosario. 
Al poco tiempo de llegar a Rosario, incursionó como periodista en el diario La Capital y en radios del municipio, como Radio 2 y LT8.
Asimismo, a partir de 1983 con la recuperación de la democracia, empezó a militar en el Movimiento Nacional Reformista, brazo universitario del entonces Partido Socialista Popular. Estuvo presente en todas las campañas electorales, ocupando diferentes roles incluyendo la campaña de 1987, en la que Guillermo Estévez Boero fue elegido diputado nacional por la provincia de Santa Fe por la coalición Unidad Socialista.

### Funcionario en la Municipalidad de Rosario
En 1995, con el triunfo de Hermes Binner para la intendencia de Rosario, llegaría su primer cargo en una gestión pública, incorporándose al equipo de gobierno municipal como Director de Comunicación Social, cargo que ocupó durante los 8 años de Binner en la intendencia. 
Como Director de Comunicación, participó en diversas políticas de la gestión municipal de Binner, como la inauguración de la última etapa de construcción del Monumento Nacional a La Bandera, con la apertura del Pasaje Juramento, la recuperación de espacios frente al río, la construcción del Tríptico de la Infancia, la conformación del Plan Estratégico Rosario, la creación de los centros Crecer, que ofrecieron asistencia nutricional y pedagógica a más de 20 mil familias de hogares vulnerables, y las obras en materia de salud que han sido un eje de las políticas del socialismo en la provincia de Santa Fe:  la creación y fuerte inversión en centros de salud y la construcción e inauguración del nuevo Hospital de Emergencias Dr. Clemente Álvarez y del Centro de Especialidades Médicas Ambulatorias de Rosario (Cemar), emblemas de la salud pública de la ciudad. 
Tras este primer período como funcionario, fue director de Radio Continental Rosario entre 2004 y 2007 y colaboró en medios gráficos. 

### Funcionario en la provincia de Santa Fe
Entre 2007 y 2011, fue Secretario de Comunicación Social del gabinete del gobernador de Santa Fe, Hermes Binner, del Partido Socialista. 
A su vez, ocupó diversos roles en la Federación Santa Fe del Partido Socialista, siendo elegido Secretario Adjunto durante el período 2016-2021.  Desde su participación en la Federación Santa Fe, encabezó un rol preponderante en la campaña electoral nacional del PS en el 2011, cuando Hermes Binner fue candidato a presidente de la Nación, con Norma Morandini como vicepresidente en la fórmula, llegando a ser el segundo candidato más votado, con 3.684.970 votos, por el Frente Amplio Progresista, coalición argentina, creada a mediados de 2011 e integrada por partidos políticos de ideología progresista y socialdemócrata (Partido Socialista, Movimiento Libres del Sur, Generación para un Encuentro Nacional, Unidad Popular y el Frente Cívico de Córdoba). 

### Ministro de Gobierno y Reforma del Estado
Posteriormente, se desempeñó como Ministro de Gobierno y Reforma del Estado de la Provincia de Santa Fe durante la gobernación del político socialista Antonio Bonfatti, entre el 2011 y el 2015.
Jugó un rol preponderante como Ministro de Gobierno y coordinador del Gabinete Social en el Plan Abre, programa de la provincia de Santa Fe implementado a partir de 2013 durante la gestión de Antonio Bonfatti. 
El Plan Abre interviene en zonas críticas de los grandes aglomerados urbanos y sus áreas metropolitanas, para mejorar las condiciones de vida en los barrios, tanto en lo que hace a la concreción de obras de infraestructura como al fortalecimiento de los espacios de encuentro y convivencia, y al desarrollo de planes como el Vuelvo a Estudiar y el Ingenia. Implica la articulación y el esfuerzo compartido de la provincia y el municipio, y la participación de vecinos y organizaciones sociales.
Entre otras políticas públicas que impulsó su cartera, se encuentran las políticas de modernización del Estado y descentralización para llegar a todas las localidades de la provincia de Santa Fe, las asambleas ciudadanas, y la incorporación de tecnología.

### Actividad legislativa
Como legislador, ha ocupado dos veces una banca de la Cámara Baja de la Legislatura de la Provincia de Santa Fe. En primer lugar,  durante la gobernación de Miguel Lifschitz entre el 2015 y el 2019, presidió el bloque socialista de la Cámara de Diputados de la Provincia de Santa Fe. En este período se sancionaron importantes leyes, entre las que se destacan la ley de decomiso de bienes, la ley del agua, que la designa como un derecho humano, sin precedentes en la provincia, la ley de paridad de cargos políticos y la ley del árbol, que avanza hacia un cambio de paradigma respecto al accionar del Estado Provincial para enfrentar la crisis ambiental. 
Actualmente, desde el 10 de diciembre de 2023 se encuentra en el bloque de diputados y diputadas socialistas en el frente Unidos para cambiar Santa Fe. Integra las comisiones legislativas de Asuntos Constitucionales, Seguridad Pública, Seguridad Social y Transporte.